# Vagn Hovard
Vagn Eichner Hovard (født 28. juli 1914 på Frederiksberg, død 6. september 1998 i Søllerød) var en dansk hockeyspiller, der deltog på det danske landshold ved OL 1936 i Berlin samt 1948 i London. Vagn Hovard spillede for Københavns Hockeyklub og opnåede i alt 5 landskampe i perioden 1936-1948.
Ved OL i 1936 blev Danmark delt nummer syv blandt de elleve deltagende hold efter nederlag i indledende runde til Tyskland og uafgjort mod Afghanistan samt i nederlag i to placeringskampe mod henholdsvis Schweiz og Japan.
I 1948 blev Danmark nummer 13 og sidst efter tre nederlag og et uafgjort resultat i den indledende pulje; dermed var Danmark elimineret fra turneringen.